# Zadov
Zadov je lyžařské středisko a základní sídelní jednotka obce Stachy v okrese Prachatice. Leží 5 km jihozápadně od Stach a 30 km západně od Prachatic.
Tato horská osada se nachází na horských loukách severovýchodního okraje Kvildských plání – na východním svahu Churáňovského vrchu (1120 m) v nadmořské výšce 880–1070 m, nad údolím říčky Spůlka. Nejvyšší polohy vesnice tvoří osada Churáňov.

## Historie
Území dnešního Zadova bylo součástí šumavských hvozdů a patřilo panovníkovi. Osídlení, které zde mělo zpočátku podobu roztroušených samot, vznikalo až v 18. století díky rozvoji sklářství, které se sem šířilo z nižších poloh (u blízkého Nového Dvora pracovaly dvě sklářské hutě již od 2. poloviny 17. století). Nejstarší stavbou zde patrně byl Pucherský mlýn na Spůlce (založený kolem roku 1700), který drtil křemen pro výrobu skla z 2 km vzdáleného lomu U kyzu.
Od 18. století zde Králováci ze stašské rychty zakládali také pastviny na kamenitých, chudých půdách, na nichž se vytvořila typická vegetace s jalovcem obecným, smilkou tuhou a vřesem. První písemná zmínka o osadě pochází z roku 1850. Typickou zástavbou zde byla roubená stavení šumavského typu pod polovalbami. Několik se jich dochovalo do současnosti – např. stavení čp. 25.

## Lyžařské středisko
Na Zadově se nachází lyžařský areál pro sjezdové i běžecké lyžování. Ve sjezdařském areálu je celkem 7 sjezdovek (délka 4,5 km, většinou lehké až střední obtížnosti), 4 vleky, 2 lanovky (lanová dráha Zadov – Kobyla z roku 2006 má délku 724 m a převýšení 153 m; lanová dráha Zadov – Churáňov z roku 1979 má délku 906 m a převýšení 188 m). Běžecký stadion se nachází na horním okraji Zadova, v těsné blízkosti Churáňovského vrchu. V sezóně se tu udržují závodní běžecké tratě v délce od dvou do patnácti kilometrů. Dne 14. ledna 1983 se tu jel závod Světového poháru v běhu na lyžích žen na 10 km.
V tomto areálu často trénovala i závodila Kateřina Neumannová, která zde ke konci své kariéry zakoupila pozemek, postavila chalupu a provozuje ji jako penzion s komfortními apartmány.

### Skokanský můstek
V roce 1978 tu byl postaven také na svou dobu moderní skokanský můstek (rekord můstku je 95 m a drží jej Pavel Ploc). V roce 1993 byla vrcholová plošina můstku ve výšce 32 m nad zemí zpřístupněna turistům a několik let sloužila jako vyhlídková věž. V současnosti (2015) je můstek opraven a provozován jako rozhledna. Na jihozápadní stěně byla zřízena 20m horolezecká stěna. Majitelem je Česká unie sportu (ČUS).

## Letní turistika
V okolí Zadova je velké množství značených cyklostezek a turistických tras. K nim patří i 7 km dlouhá naučná stezka kolem Churáňovského vrchu, která začíná u hotelu Churáňov a odtud vede po horských loukách ke Klostermannovým skalám (zastavení číslo 5). Ze stezky se otevírají výhledy na stašskou kotlinu, Vimperskou vrchovinu, Javorník, Vacovsko, Věnec, Kohoutovou a vrchy u Vodňan. Jihozápadní partie Churáňovského vrchu chrání přírodní památka Malý Polec.

## Další fotografie

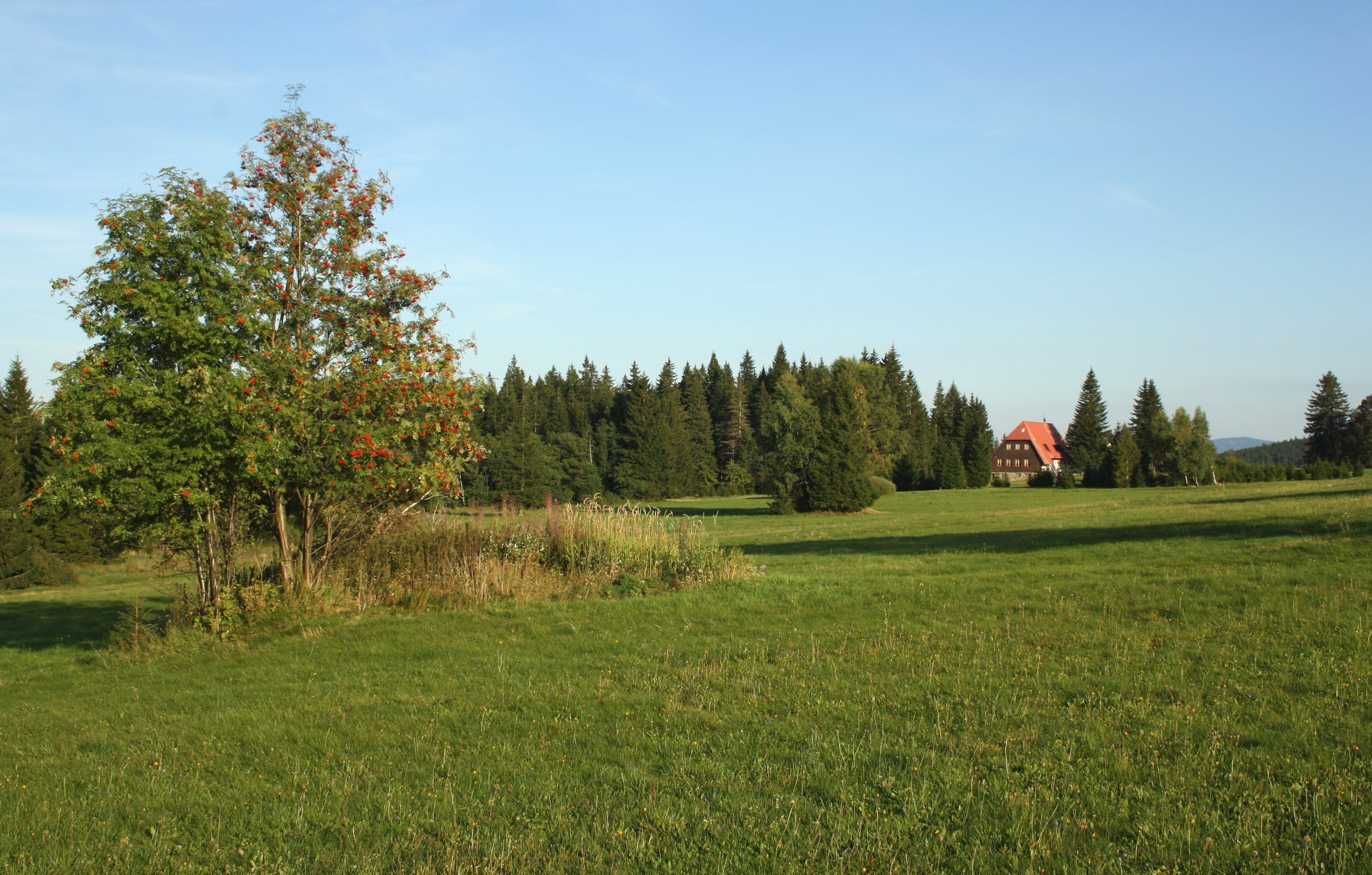
Pláně v Zadově
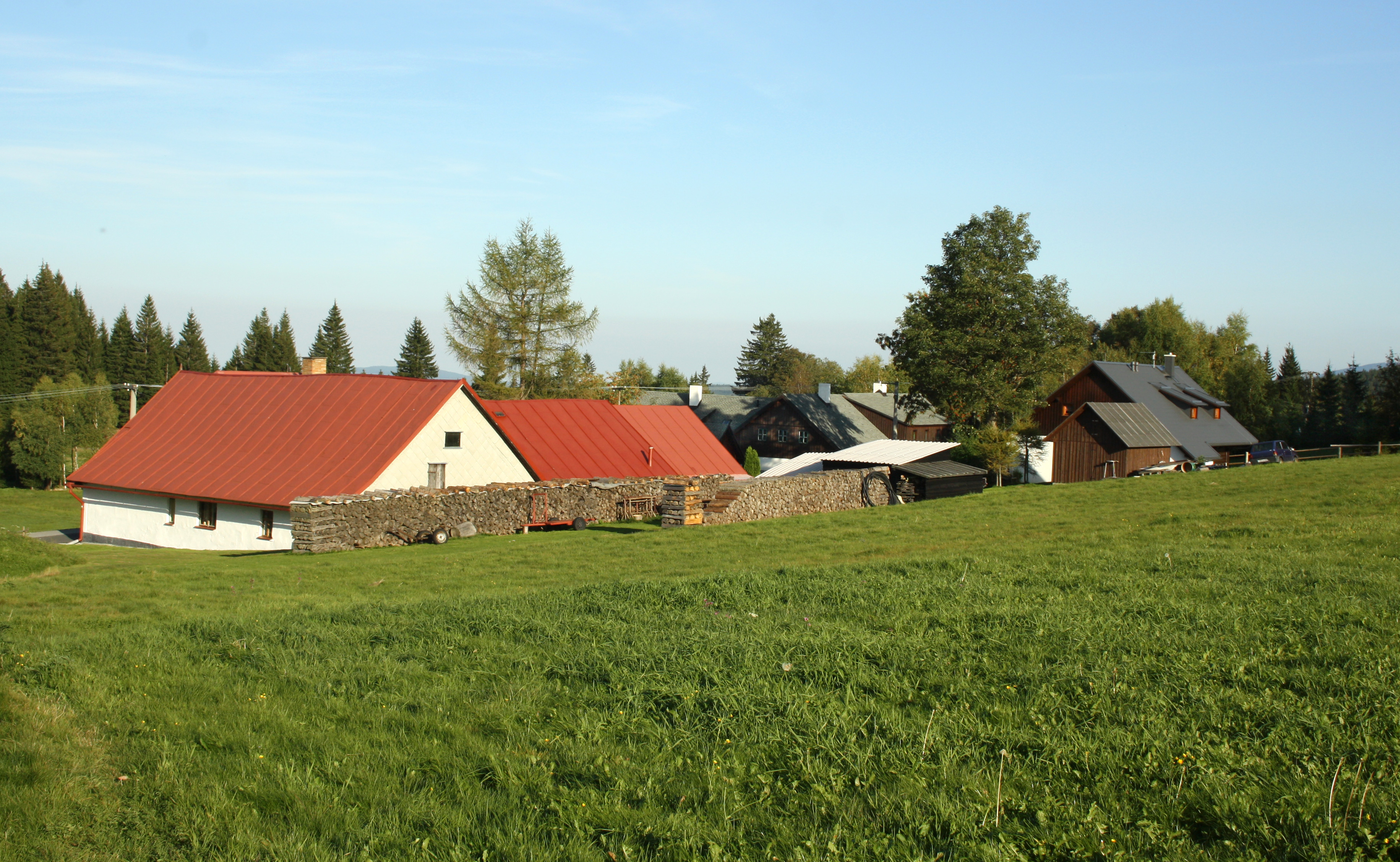
Chalupy pod Churáňovem
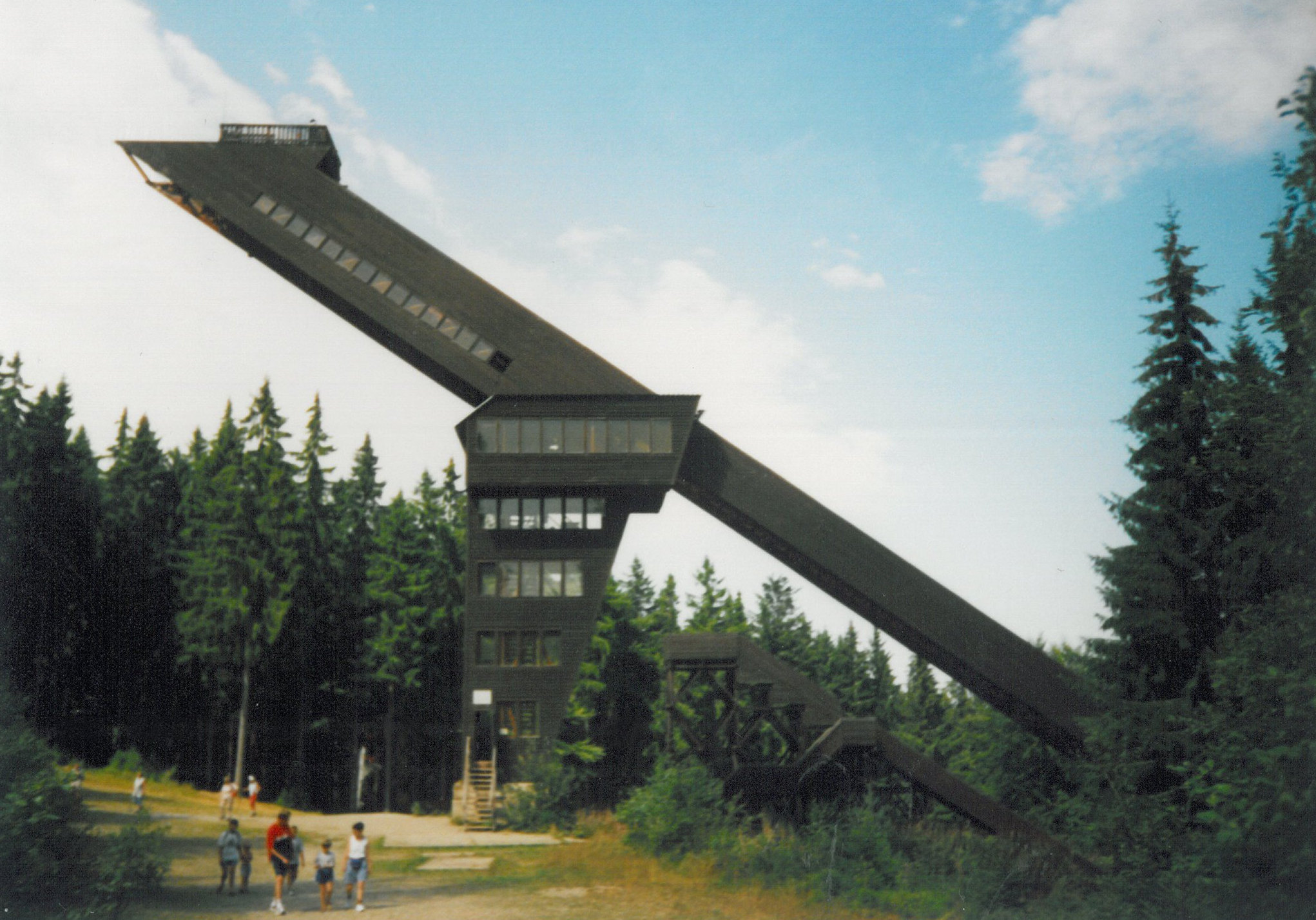
Věž skokanského můstku (stav r. 2000)